# Camarothorax mutabilis
Camarothorax mutabilis är en stekelart som beskrevs av Benoît Vincent och Robert Harold Compton 1992. Camarothorax mutabilis ingår i släktet Camarothorax och familjen fikonsteklar.
Artens utbredningsområde är:
- Malawi.
- Zimbabwe.

Inga underarter finns listade.